# Капленко В'ячеслав Олександрович
Капленко В'ячеслав Олександрович — радянський і український художник-постановник.

## Біографічні відомості
Народився 22 серпня 1941 року у м. Куп'янськ Харківської обл. Закінчив Державне училище циркового та естрадного мистецтва (м. Москва), Всесоюзний державний інститут кінематографії (1974).
Член Національної спілки кінематографістів України.

## Фільмографія
Асистент художника:
- «Як гартувалась сталь» (1973–1975)

Художник-постановник:
- «Переходимо до любові» (1975, т/ф, 2 а)
- «Р. В. С.» (1977),
- «Будьте напоготові, Ваша високосте!» (1978)
- «Дізнайся мене» (1979)
- «Танкодром» (1981, т/ф, 2 с)
- «Неспокійне літо» (1981, т/ф)
- «Три гільзи від англійського карабіна» (1983)
- «Все починається з любові» (1984)
- «Провінційна історія» (1988)
- «Поріг» (1988, док. фільм)
- «Принц-привид» (1990, Туркменфільм)
- «Золоте курча» (1993)
- «Двійник» (1995) та ін.

Ролі в кіно:
- «День перший, день останній» (1978, асистент)
- «Неспокійне літо» (1981, епізод)